# Bandes de freqüència UMTS
Les bandes de freqüència UMTS són les radiofreqüències utilitzades per la tercera generació (3G) de xarxes del sistema UMTS. Aquestes van ser assignades pels assistents a la Conferència Administrativa Mundial de Radiocomunicacions (CAMR-92), celebrada a Màlaga, Torremolinos, Espanya entre el 3 de febrer i el 3 de març de 1992.
La Resolució 212 (Rev.CMR-97), aprovada en la Conferència Mundial de Radiocomunicacions celebrada en Ginebra, Suïssa, en 1997, va ratificar les bandes especialment per a l'especificació International Mobile Telecommunications-2000, que estableix que les bandes de 1.885-2.025 MHz i 2.110-2.200 MHz estan destinades al seu ús, a nivell mundial, per les administracions que desitgin introduir aquesta especificació. Aquesta utilització no exclou l'ús d'aquestes bandes per altres serveis als quals estan assignats. Per donar cabuda al fet que aquestes bandes definides inicialment ja estaven en ús en diverses regions del món, l'assignació inicial ha estat modificada diverses vegades per incloure altres bandes de freqüència de ràdio.

## Bandes de freqüències i amplades de banda de canal UMTS-FDD
En la taula que es presenta, s'observa l'assignació de bandes de freqüència i nombres de canal per al seu ús a la tecnologia UMTS per divisió de freqüència duplex (UMTS-FDD).
| Número | Banda (MHz) | Nom             | Banda de pujada (MHz) | Banda de baixada (MHz) | Canals absoluts RF de UTRAN | Canals absoluts RF de UTRAN |
| Número | Banda (MHz) | Nom             | Banda de pujada (MHz) | Banda de baixada (MHz) | Pujada                      | Baixada                     |
| I      | 2100        | IMT             | 1920 - 1980           | 2110 – 2170            | 9612 – 9888                 | 10562 – 10838               |
| II     | 1900        | PCS A-F         | 1850 – 1910           | 1930 – 1990            | 9262 – 9538                 | 9662 – 9938                 |
| III    | 1800        | DCS             | 1710 – 1785           | 1805 – 1880            | 937 – 1288                  | 1162 – 1513                 |
| IV     | 1700        | AWS A-F         | 1710 – 1755           | 2110 – 2155            | 1312 – 1513                 | 1537 – 1738                 |
| 850    | CLR         | 824 – 849       | 869 – 894             | 4132 – 4233            | 4357 – 4458                 |                             |
| VI     | 800         | 830 – 840       | 875 – 885             | 4162 – 4188            | 4387 – 4413                 |                             |
| VII    | 2600        | IMT-            | 2500 – 2570           | 2620 – 2690            | 2012 – 2338                 | 2237 – 2563                 |
| VIII   | 900         | I-GSM           | 880 – 915             | 925 – 960              | 2712 – 2863                 | 2937 – 3088                 |
| IX     | 1700        | 1749,9 – 1784,9 | 1844,9 – 1879,9       | 8762 – 8912            | 9237 – 9387                 |                             |
| X      | 1700        | EAWS A-G        | 1710 – 1770           | 2110 – 2170            | 2887 – 3163                 | 3112 – 3388                 |
| XI     | 1500        | LPDC            | 1427,9 – 1447,9       | 1475,9 – 1495,9        | 3487 – 3562                 | 3712 – 3787                 |
| XII    | 700         | LSMH A/B/C      | 699 – 716             | 729 – 746              | 3617 – 3678                 | 3842 – 3903                 |
| XIII   | 700         | USMH C          | 777 – 787             | 746 – 756              | 3792 – 3818                 | 4017 – 4043                 |
| XIV    | 700         | USMH D          | 788 – 798             | 758 – 768              | 3892 – 3918                 | 4117 – 4143                 |
| XV     | -           | -               | Reservada             | Reservada              | -                           | -                           |
| XVI    | -           | -               | Reservada             | Reservada              | -                           | -                           |
| XVII   | -           | -               | Reservada             | Reservada              | -                           | -                           |
| XVIII  | -           | -               | Reservada             | Reservada              | -                           | -                           |
| XIX    | 800         | 832,4 – 842,6   | 877,4 – 887,6         | 312 – 363              | 712 – 763                   |                             |
| XX     | 800         | EUDD            | 832 – 862             | 791 – 821              | 4287 – 4413                 | 4512 – 4638                 |
| XXI    | 1500        | UPDC            | 1447,9 – 1462,9       | 1495,9 – 1510,9        | 462 – 512                   | 862 – 912                   |
| XXII   | 3500        | 3410 – 3490     | 3510 – 3590           | 4437 – 4813            | 4662 – 5038                 |                             |
| XXV    | 1900        | EPCS A-G        | 1850 – 1915           | 1930 – 1995            | 4887 – 5188                 | 5112 – 5413                 |
| XXVI   | 850         | ECLR            | 814 – 849             | 859 – 894              | 5537 – 5688                 | 5762 – 5913                 |

## Bandes de freqüències i amplades de banda de canal UMTS-TDD
La taula que a continuació es mostra, estableix les mínimes característiques en radiofreqüència per a les tres opcions del sistema UMTS per divisió de temps en dúplex (UMTS-TDD). Aquestes opcions són de 1,28, 3,84 i 7,62 Mcps (Megachips per segon).
| Nom              | Freqüència (MHz) | Canals absoluts RF de UTRAN | Canals absoluts RF de UTRAN | Canals absoluts RF de UTRAN |
| Nom              | Freqüència (MHz) | 1,28 Mcps                   | 3,84 Mcps                   | 7,68 Mcps                   |
| IMT              | 1900 – 1920      | 9504 – 9596                 | 9512 – 9588                 | 9512 – 9588                 |
| IMT              | 2010 – 2025      | 10054 – 10121               | 10062 – 10113               | 10062 – 10113               |
| PCS              | 1850 – 1910      | 9254 – 9546                 | 9262 – 9538                 | 9262 – 9538                 |
| PCS              | 1930 – 1990      | 9654 – 9946                 | 9662 – 9938                 | 9662 – 9938                 |
| PCS (Duplex-Gap) | 1910 – 1930      | 9554 – 9646                 | 9562 – 9638                 | 9562 – 9638                 |
| IMT-             | 2570 – 2620      | 12854 – 13096               | 12862 – 13088               | 12874 – 13076               |
| 2300 – 2400      | 11504 – 11996    | –                           | –                           |                             |
| 1880 – 1920      | 9404 – 9596      | –                           | –                           |                             |